# 大橋本奥入

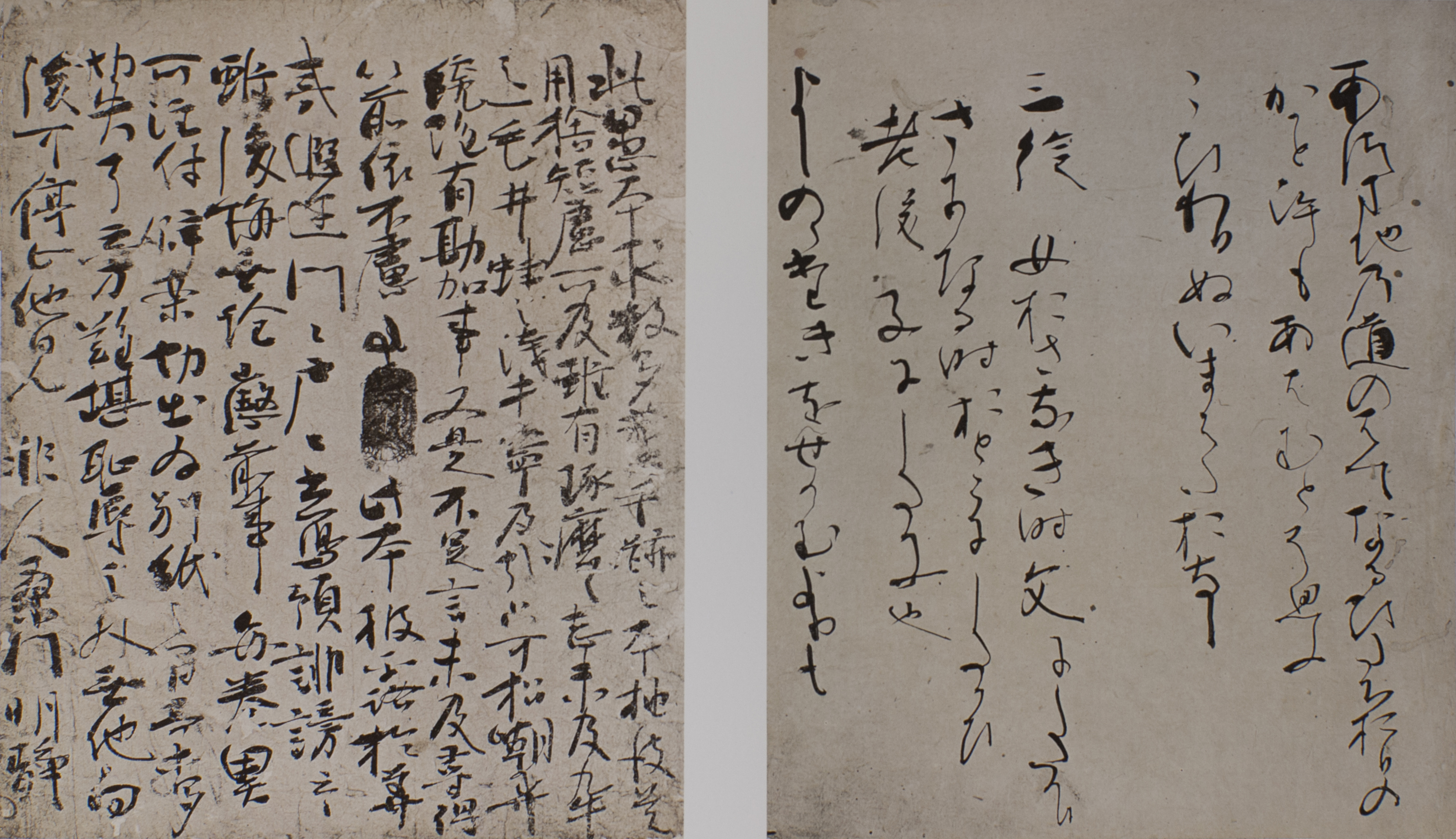
大橋本奥入（左側）

大橋本奥入（おおはしほんおくいり）とは、『源氏物語』の注釈書『奥入』の写本である。

## 詳細
この写本はかつて大橋理祐の所蔵であり、所蔵者名から「大橋本（奥入）」または「大橋家本（奥入）」と呼ばれる。『奥入』の著者藤原定家の自筆と見られるもので、「自筆本奥入」と呼ばれることもある。まとまって伝来している『源氏物語』の注釈書の写本としては書写時期の最も古いものに属する貴重なもので、国宝に指定されている。
本写本の末尾には『奥入』の成立過程についての重要な証言が記録されている。それによると、『奥入』とは、もともとは藤原定家が証本として自ら作成した『源氏物語』の写本の各巻の本文の末尾に書き付けたさまざまな注釈のことであり、『奥入』の名もそれに由来する。ところが藤原定家がその写本を貸し出した際に、これらの注釈を勝手に書き写されて世間に流れ出し、さらにその見解に対して批判を加えられたりしたことから、これを写本から切り取り1冊の本にしたものであるという。またその際、歌などの本文の一部が失われたとされている。本写本は、各巻の注釈の冒頭に各巻の本文の末尾を持っているという、『奥入』の成立についての説明されている通りの形状を持っている写本である。本写本には現在は8箇所にわたって欠落があるが、東山文庫本（甲本・乙本）、高野辰之旧蔵本など、欠落が生じた以前に書写された写本がいくつかあるために、それらによって欠落部分の内容を補うことが出来る。
2022年、欠落していた『胡蝶』の定家自筆一枚が発見された。

## 影印本・翻刻本
翻刻
- 池田亀鑑編著『源氏物語大成 巻7 研究資料篇』中央公論社、1956年（昭和31年）11月 ISBN 4-12400-447-8 のち『源氏物語大成 第十三冊 資料篇』中央公論社、1985年（昭和60年）10月 ISBN 4-1240-2483-5
異体字や略体字をそのまま収録している。
- 中野幸一・栗山元子編『源氏物語古註釈叢刊 第1巻 源氏釈・奥入・光源氏物語抄』武蔵野書院、2009年（平成21年）9月　ISBN 978-4-8386-0236-0
異体字や略体字を通行字に改めて収録している。

影印
- 日本古典文学会監修・編集『複刻日本古典文学館 第1期 奥入』日本古典文学刊行会、1971年（昭和46年）
複製本。山岸徳平による「源氏物語奥入解題」を付している。
- 阿部秋生・池田利夫解説日本古典文学会編『日本古典文学影印叢刊 19 奥入・原中最秘抄』貴重本刊行会、1985年（昭和60年）9月。